# Seuil-d’Argonne
Seuil-d’Argonne település Franciaországban, Meuse megyében. Lakosainak száma 523 fő (2022. január 1.). Seuil-d’Argonne Les Charmontois, Éclaires, Brizeaux, Èvres, Foucaucourt-sur-Thabas, Lisle-en-Barrois és Vaubecourt községekkel határos.

## Népesség
A település népessége az elmúlt években az alábbi módon változott:
| Lakosok száma | 534  | 606  | 516  | 496  | 519  | 517  | 519  | 513  | 510  | 523  |
|               | 1968 | 1982 | 1990 | 2006 | 2013 | 2015 | 2017 | 2019 | 2020 | 2022 |